# National States' Rights Party
Le National States' Rights Party (en français: Parti national des droits des États) est un parti d'extrême droite, suprémaciste blanc, qui a brièvement joué un rôle mineur dans la politique aux États-Unis.

## Fondation
Fondé en 1958 à Knoxville (Tennessee) par Edward Reed Fields, chiropracteur âgé de 26 ans et partisan de J. B. Stoner, le parti était fondé sur l'antisémitisme, le racisme et l'opposition à l'intégration raciale avec les afro-américains. Les responsables du parti ont défendu les droits des États contre l'avancée du mouvement des droits civiques, et l'organisation a elle-même établi des relations avec le Ku Klux Klan et Minutemen. Ses messages n'ont jamais été ouvertement néo-nazis, contrairement à ses successeurs au sein du Parti nazi américain.
Le président national du parti était Stoner, qui a purgé trois ans de prison pour avoir bombardé l'église baptiste Bethel à Birmingham, en Alabama. Le parti a produit un journal, Thunderbolt, qui a été édité par Fields. En 1958, première année du parti, cinq hommes liés au NSRP ont été mis en accusation pour leur participation à l'attentat à la bombe perpétré contre le temple de la Hebrew Benevolent Congregation Temple à Atlanta.
Le 27 décembre 1963, Edward Fields fut porté à la connaissance des services secrets américains en tant que menace potentielle contre des individus protégés. Cela a été divulgué dans le cadre de la publication du fichier JFK. Le FBI a considéré que Fields était "un pas en avant d'être fou."

## Développement
Lors de l'élection présidentielle de 1960, lors d'une réunion secrète tenue dans un pavillon rural près de Dayton, dans l'Ohio, le NSRP a nommé le gouverneur de l'Arkansas, Orval E. Faubus, au poste de président et le contre-amiral américain à la retraite, John G. Crommelin, de l'Alabama, au poste de vice-président. Faubus, cependant, n'a pas activement fait campagne sur ce billet et n'a remporté que 0,07% des voix (le meilleur dans son état natal, l'Arkansas: 6,76%). Le parti s'était également présenté à l'élection présidentielle de 1964, proposant John Kasper à la présidence et J. B. Stoner à la vice-présidence, bien qu'ils n'aient remporté que 0,01% des suffrages, soit moins de 7 000 voix.
Le parti commença à étendre ses activités et à s'installer dans son nouveau siège à Birmingham en 1960. Les partisans furent bientôt vêtus de l'uniforme du parti: chemises blanches, pantalons noirs, cravates et brassards portant la version Thunderbolt du Wolfsangel. Thunderbolt a lui-même tiré à 15 000 exemplaires à la fin des années 1960 et le parti prend une part active à des rassemblements à travers les États-Unis. Les événements survenus à Baltimore, dans le Maryland, en 1966, sont particulièrement notoires du fait que cinq dirigeants ont été emprisonnés pour incitation à des émeutes.
Le parti a tenté de nouer des contacts internationaux. Au cours des années 1970, il a participé à des rassemblements internationaux d'extrême droite à Dixmude en Belgique, aux côtés de groupes tels que le Vlaamse Militanten Orde et la Ligue de Saint-George, basée au Royaume-Uni. Auparavant, le parti avait été proche du leader extrémiste britannique John Tyndall et de son British Movement après l'échec de Tyndall dans ses tentatives de nouer des liens avec George Lincoln Rockwell.

## Déclin
L'influence du parti a diminué dans les années 1970, alors que Fields commençait à consacrer une plus grande part de son énergie au Ku Klux Klan. En conséquence, en avril 1976, le procureur général des États-Unis, Edward H. Levi, conclut une enquête du FBI sur le groupe, après qu’il eut été décidé qu’ils ne constituaient pas une menace.
Le NSRP a entamé son déclin définitif lorsque Stoner a été reconnu coupable d'un attentat à la bombe en 1980. Sans son leadership, le parti est tombé dans la factionalité et, en août 1983, Fields a été expulsé pour avoir passé trop de temps au Klan. Sans ses deux personnalités centrales, le NSRP s'est effondré et en 1987, il avait cessé d'exister.